# Dykh-Tau
Dykh-Tau ou Dykhtau (em russo:  Дыхтау, em carachai-balcar:  Дых тау) é uma montanha localizada na Cabardino-Balcária, Rússia; o seu ponto mais elevado tem 5205 m de altitude e é a segunda montanha mais alta da Europa, após o Monte Elbrus. Fica a apenas 5 km da fronteira entre a Rússia e a Geórgia.